# شورول، جزیره وایت
شورول (به انگلیسی: Shorwell) یک روستا و محله مدنی در بریتانیا است که در جزیره وایت واقع شده‌است. شورول ۶۷۰ نفر جمعیت دارد.